# Салуметс, Андрес
Андрес Салуметс (эст. Andres Salumets, род. 19 мая 1971 года, Йыхви) — эстонский биолог и биохимик, профессор репродуктивной медицины Тартуского университета.

## Биография
Окончил биологический факультет Тартуского университета в 1993 году, получив степень бакалавра; в 1995 году получил степень магистра по биохимии с диссертацией «Функциональные свойства cellubiose dehydrogenase от древесно-разрушающего грибка phanerochaete chrysosporium» (англ. Functional properties of cellubiose dehydrogenase from wood-degrading fungus Phanerochaete chrysosporium). В 2003 году защитил докторскую работу в университете Хельсинки на тему «Влияние эмбриологических параметров на успех переноса свежих и замороженных эмбрионов» (англ. Effects of embryological parameters on the success of fresh and frozen embryo transfers) и получил степень доктора философии по физиологии. С 2003 по 2015 годы член Исполнительного комитета Европейского общества репродукции человека и эмбриологии. Член Совета при Центре компетенции репродуктивной медицины и биологии, сотрудник проекта научного исследования «Новые подходы к диагностике человеческого бесплодия» (англ. Novel approaches for human infertility diagnostics) и участник подпроекта «Эндометрическая восприимчивость: системный подход к биологии» (англ. Endometrial receptivity: systems biology approach). Профессор женской клиники Тартуского женщина, профессор медицинского факультета Тартуского университета, сотрудник Института общей и молекулярной патологии. Занимается исследованиями в области бесплодия и репродукции человека, человеческой генетики и генетической диагностики, проводимой до рождения ребёнка. Автор более 20 научных публикаций в разных научных журналах.

## Научные работы
- Studies of cellulose binding by cellobiose dehydrogenase and a comparison with cellobiohydrolase 1 (kaasautor). // Biochem. J. 324 (1997)
- Y-kromosoomi mikrodeletsioonid mehepoolse viljatuse põhjusena (kaasautor M. Punab). // Eesti Arst (1999) 6
- Early cleavage predicts the viability of human embryos transfer procedures (kaasautor). // Human Reprod. 18 (2003) 4
- Loote reesusstaatuse mitteinvasiivne diagnostika — prenataalse diagnostika uus võimalus Eestis (kaasautor). // Eesti Arst (2005) 12
- Controlled ovarian hyperstimulation changes the prevalence of serum autoantibodies in vitro fertilization patients (kaasautor). // American J. Reprod. Immunol. 56 (2006).